# Mitsubishi Galant
Mitsubishi Galant var en stor mellemklassebil, bygget fra 1969 til 2012, som blev fremstillet i 9 generationer. Den første generation kom i 1969 og var baghjulstrukket. Den første forhjulstrukne udgave var femte generation, som kom i 1984. Sjette generation kom i 1987 og blev årets bil i Japan. Fra og med 1988 deltog Mitsubishi i rally med Galant VR4 frem til 1992, hvor de i stedet begyndte at deltage med Mitsubishi Lancer Evolution. Galant VR4 har turbo og firehjulstræk, og findes i sjette, syvende og ottende generation. Sjette generation havde desuden firehjulsstyring på VR4-modellerne.

## Generationerne
| - 1. generation - 2. generation - 3. generation - 4. generation - 5. generation | - 6. generation - 7. generation - 8. generation - 9. generation |